# 格特鲁德·利布哈特
格特鲁德·利布哈特（德語：Gertrude Liebhart，1928年10月26日—），奥地利女子皮划艇运动员。她曾代表奥地利参加1952年夏季奥林匹克运动会皮划艇比赛，获得女子单人皮艇500米银牌。